# Ma prof est une extraterrestre
Ne doit pas être confondu avec Mon prof est un extraterrestre.
Pour plus de détails, voir Fiche technique et Distribution.
Ma prof est une extraterrestre (titre original : Dr. Alien)  est un film américain réalisé par David DeCoteau, sorti en 1989.

## Synopsis
Wesley Littlejohn est un lycéen timide et un élève modèle, qui n'ose déclarer sa flamme à la jolie Leeane. Le jour où son professeur de sciences naturelles disparaît mystérieusement, il est remplacé par la séduisante Miss Xenobia, qui ne passe pas inaperçue. La séduisante remplaçante est en fait une extraterrestre, qui va utiliser Wesley pour un programme de recherches. Du jour au lendemain, ce dernier va devenir un véritable tombeur, alors qu'une antenne se met à lui sortir de la tête à la moindre excitation. Si toutes les filles tombent désormais à ses pieds, cela va en revanche compliquer ses rapports avec la jolie Leeane.

## Fiche technique
- Titre : Ma prof est une extraterrestre
- Titre original : Dr. Alien
- Réalisation : David DeCoteau
- Scénario : Kenneth J. Hall
- Producteur : David DeCoteau, Kenneth J. Hall, John Schouweiler et Charles Band
- Musique : Del Casher, Haunted Garage, Michael Sonye
- Photographie : Nicholas Josef von Sternberg
- Montage : Tony Malanowski
- Durée : 90 minutes
- Pays :  États-Unis
- Langue : anglais
- Date de sortie en DVD :  États-Unis : 12 octobre 1989

## Distribution
- Billy Jayne : Wesley Littlejohn
- Judy Landers : Miss Xenobia
- Olivia Barash : Leeane
- Stuart Fratkin : Marvin
- Raymond O'Connor : Drax
- Arlene Golonka : Mrs. Littlejohn
- Jim Hackett : Mr. Littlejohn
- Robert Jayne : Bradford Littlejohn
- Julie Gray : Karla
- Troy Donahue : Dr. Ackerman
- Linnea Quigley : La chanteuse du groupe
- Ginger Lynn : La chanteuse du groupe
- Michelle Bauer : L'étudiante du cours de sport
- Karen Russell : l'étudiante du cours de sport
- Elizabeth Kaitan : La serveuse

## Autour du film
- Distribué en vidéo par la Paramount, Dr. Alien a été diffusé en France sous le titre de Ma prof est une extraterrestre lors de son passage à la télévision sur la chaine la 5 le 20 juillet 1989. Le film a été réédité en DVD en 2010.
- Plusieurs clins d'œil ont été faits dans le film. Ainsi, dans la scène du petit déjeuner de la famille Littlejohn, on peut apercevoir une boîte de céréales de la marque Creep-O-Zoïds, qui fait référence au film Creepozoids réalisé par David DeCoteau en 1987. La vedette de ce film était d'ailleurs Linnea Quigley, populaire scream queen qui apparaît également dans Dr. Alien dans le rôle de la chanteuse du groupe de pop. À ses côtés, on remarque la présence de l'actrice Ginger Lynn ou encore de Michelle Bauer, l'étudiante qui suit les cours d'aérobic.